# Lajas, Cuba
Lajas là một đô thị và thành phố ở tỉnh Cienfuegos của Cuba. Đô thị này nằm ở phía bắc tỉnh, 35 ki-lô-mét (22 mi) về phía tây Santa Clara.

## Thông tin nhân khẩu
Năm 2004, đô thị Lajas có dân số 22.602 người. Diện tích là 430 km² (166 mi²), với mật độ dân số là 52,6người/km² (136,2người/sq mi).